# Albion Football Club
Maillots
Actualités
L'Albion Football Club SAD est un club de football uruguayen basé à Montevideo, fondé en 1891. Il est le plus vieux club du pays consacré uniquement au football (les Montevideo Rowing Club et Montevideo Cricket Club étant omnisports).
Le club évolue en Segunda División Amateur de Uruguay (es), le 3e niveau du football uruguayen.
En 2018, Albion FC devient Champion d'Uruguay de 3e division (Segunda division B Naciona) en monte en deuxième division pro.
Le club jouera pour la première fois en deuxième division, étant le club le plus vieux d'Uruguay.

## Histoire
Il est avec le Deutscher Fussball Klub, le Central Uruguay Railway Cricket Club et le Uruguay Athletic Club un des quatre clubs fondateurs du championnat uruguayen en 1900. Il termine à la deuxième place de la première édition, le meilleur classement de son histoire.
Il remporte en 1900 la première édition de la Copa Competencia (es).